# Julien et Marcellin Tribuot
Né en 1663, Julien Tribuot est un facteur d'orgues français, de l'école parisienne, ayant œuvré de 1686 jusqu'au 10 février 1722, date de son décès. 

## Vie et œuvre
Formé vraisemblablement par Alexandre Thierry dont il a été l'ouvrier, il est, un temps, l'associé de Robert Clicquot avec lequel, suprême honneur, il installe l'orgue de la Chapelle royale du château de Versailles et l'entretiendra jusqu'à sa mort avec la famille Clicquot (le buffet est  Classé MH).
Selon Norbert Dufourcq, au début de sa carrière, la capitale ne lui fournissant que des chantiers de moindre envergure :
- expertise de l'orgue de l'église Saint-Louis des Invalides en 1686, tout juste achevé par Alexandre Thierry dans un buffet du maître Germain Pilon, menuisier du roi et homonyme du célèbre sculpteur de la Renaissance, et dessiné par Jules Hardouin-Mansart (photo),
- entretien du même en 1688,
- construction à l'église paroissiale Notre-Dame de Versailles de 1687 à 1691,  Classé MH[2]
- travaux à Neauphle-le-Vieux;

c'est en province qu'il trouve des travaux plus importants, essentiellement des constructions neuves et quelques agrandissements :
- église Saint-Pierre de Saint-Julien-du-Sault 1695 : restauration complète avec ajout d'un jeu de Trompette et d'un demi-clavier d'Écho sur l'orgue Renaissance de 1568,  Classé MH[3], restauré en 2011 par Bertrand Cattiaux;
- abbaye de Maizières 1699 transféré en 1791 à l'église St-Martin de Seurre,  Classé MH[4];
- cathédrale Saint-Vincent de Chalon-sur-Saône, de 1702 à 1703,  Classé MH[5];
- grand instrument à l'église Saint-Georges (détruite en 1793) d'Abbeville de 1704 à 1705, transféré plus tard à Saint-Wulfran;
- abbaye de Villiers-aux-Nonnains;
- abbaye de La Ferté;
- église Saint-Étienne de Dijon de 1707 à 1708;
- église des Jacobins à Lyon en 1709 (détruite en 1808);
- église Saint-Vivien de Rouen en 1714 : travaux sur l'orgue construit par Charles Lefebvre en 1710 dont le buffet existe encore mais contenant un orgue de Georges Krischer de 1898 dont Marcel Dupré fut titulaire à l'âge de 12 ans;
- son chef-d'œuvre pour la cathédrale Saint-Maclou de Pontoise terminé en 1721 et dont il reste le buffet,  Classé MH[6].

Ce qui n'empêche pas de le trouver à Paris à:
- l'église Saint-Paul-Saint-Louis en 1706 (disparu à la Révolution)
- l'église Saint-Étienne-du-Mont en 1714
- l'église Saint-Jacques-la-Boucherie en 1718
- l'Abbaye-aux-Bois en 1721.

À la mort de Julien en 1722, son fils Marcellin (mort en 1757 et moins renommé que lui) prend sa suite à Paris où il entretient les orgues de Saint-Louis des Invalides, de Saint-Paul et de Saint-Étienne-du-Mont, et travaille à Saint-André-des-Arts en 1728. C'est en province qu'il obtient ses chantiers les plus importants:
- cathédrale Saint-Pierre de Vannes, construction de 1740 à 1743,
- Abbaye de la Chaise-Dieu, réparations 1741[7],  Classé MH[8].
- Villeneuve-le-Roy, construction 1737 & travaux 1744,  Classé MH[9]
- Cathédrale Saint-Corentin de Quimper, restauration de 1745 à 1747
- St Suliau de Sizun, travaux en 1750 qui lui doivent un procès,  Classé MH[10].

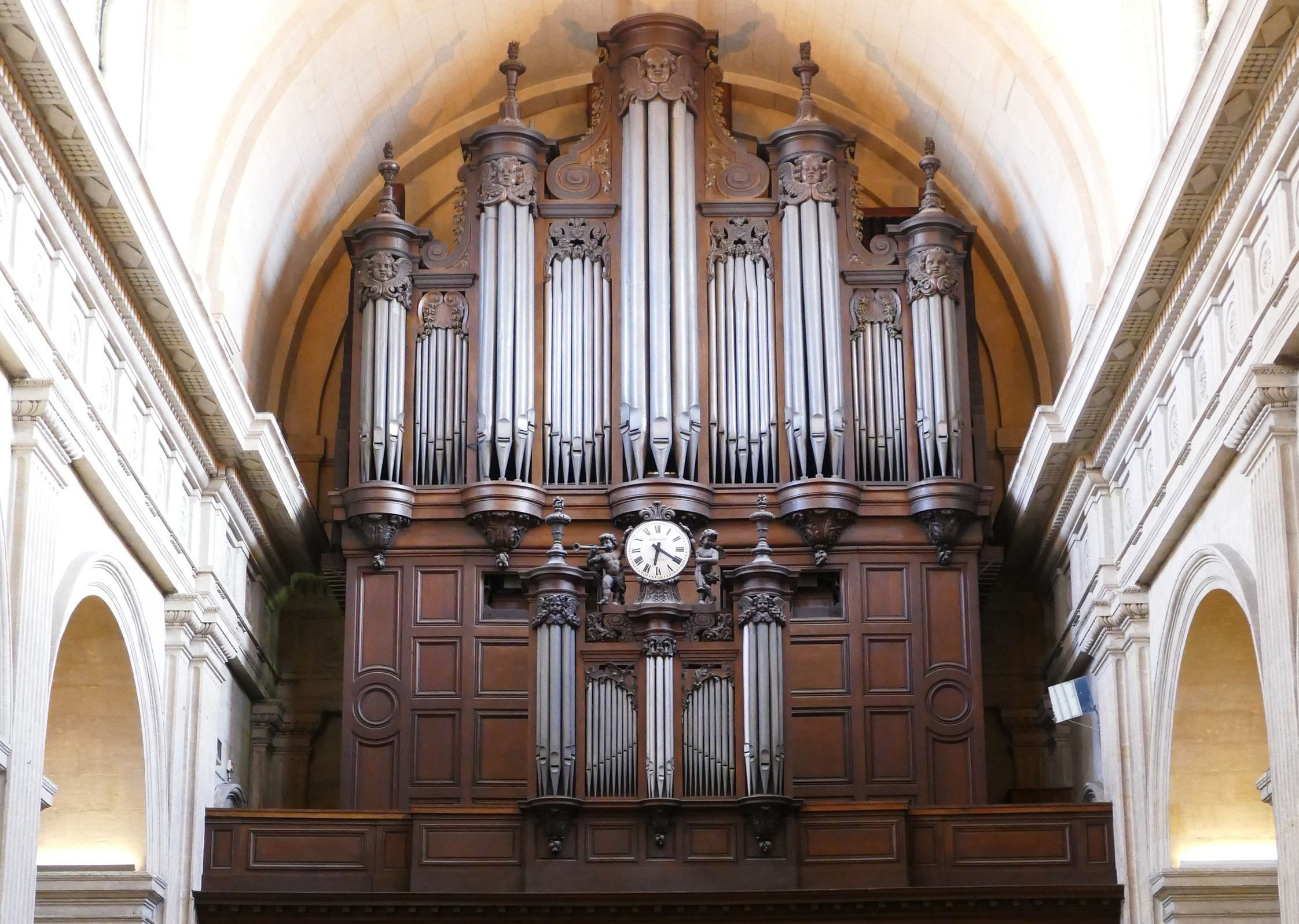
Versailles, église Notre-Dame
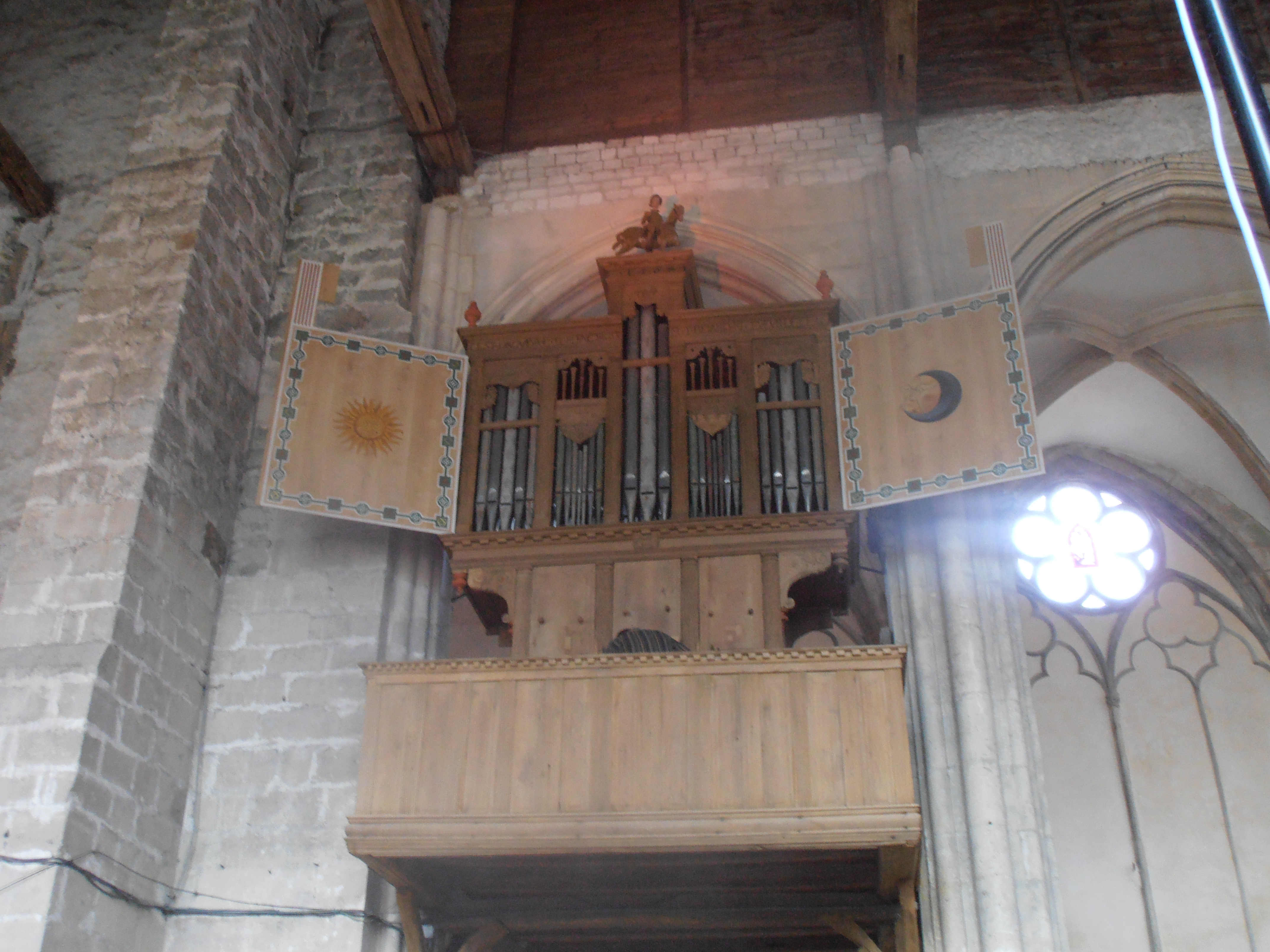
Saint-Julien-du-Sault (Yonne), orgue gothique (1568)
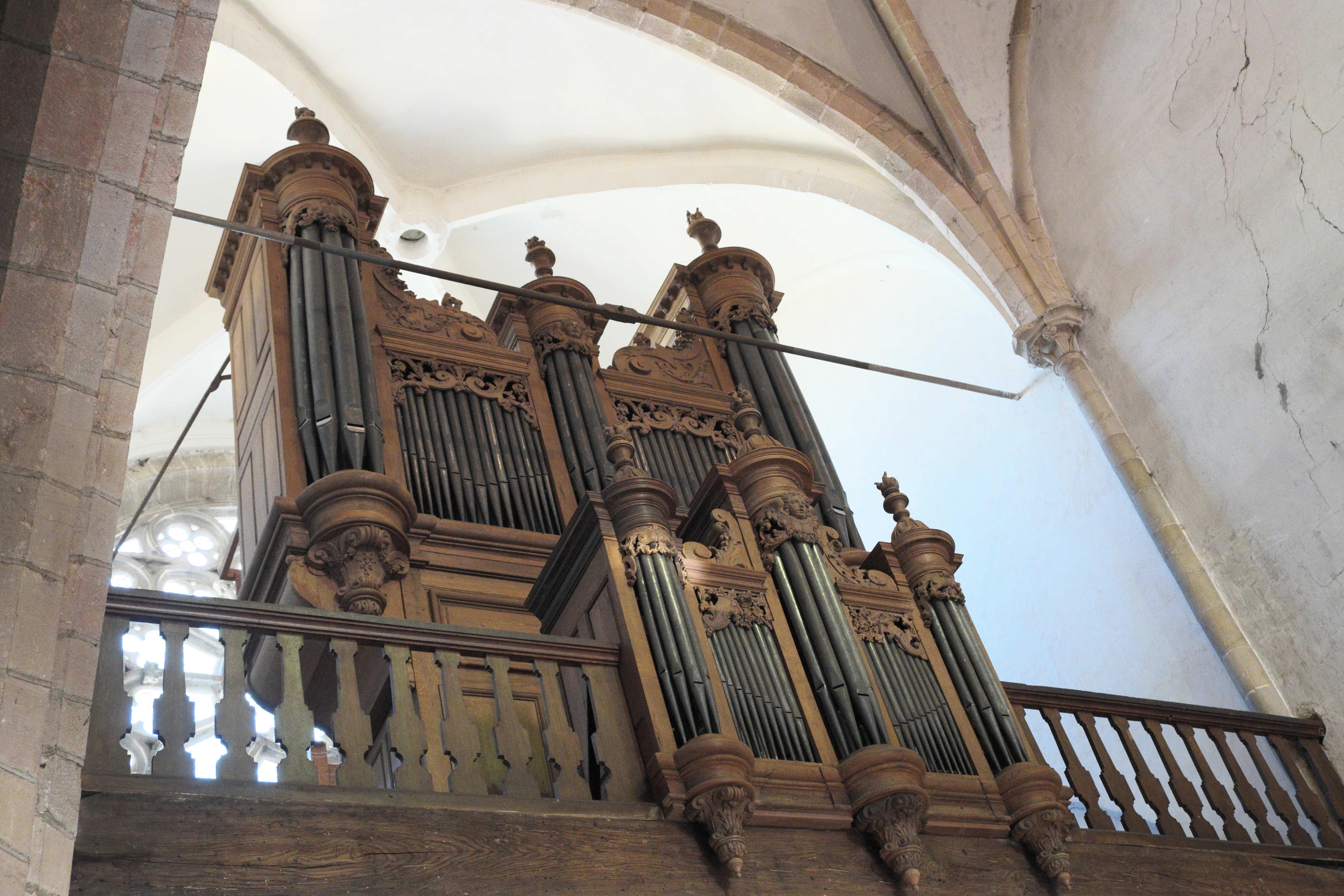
Seure, église St Martin
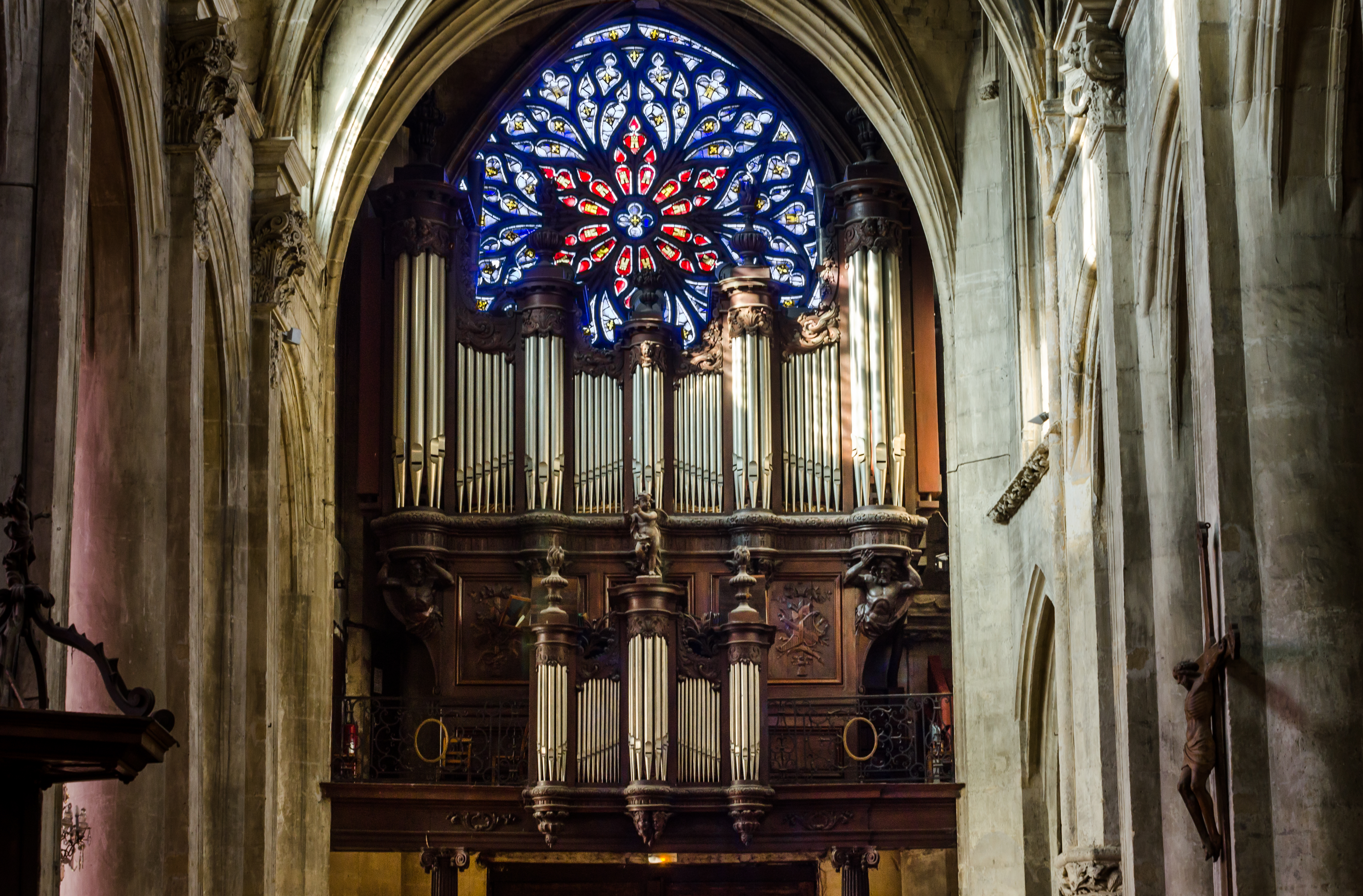
Pontoise, cathédrale St Maclou
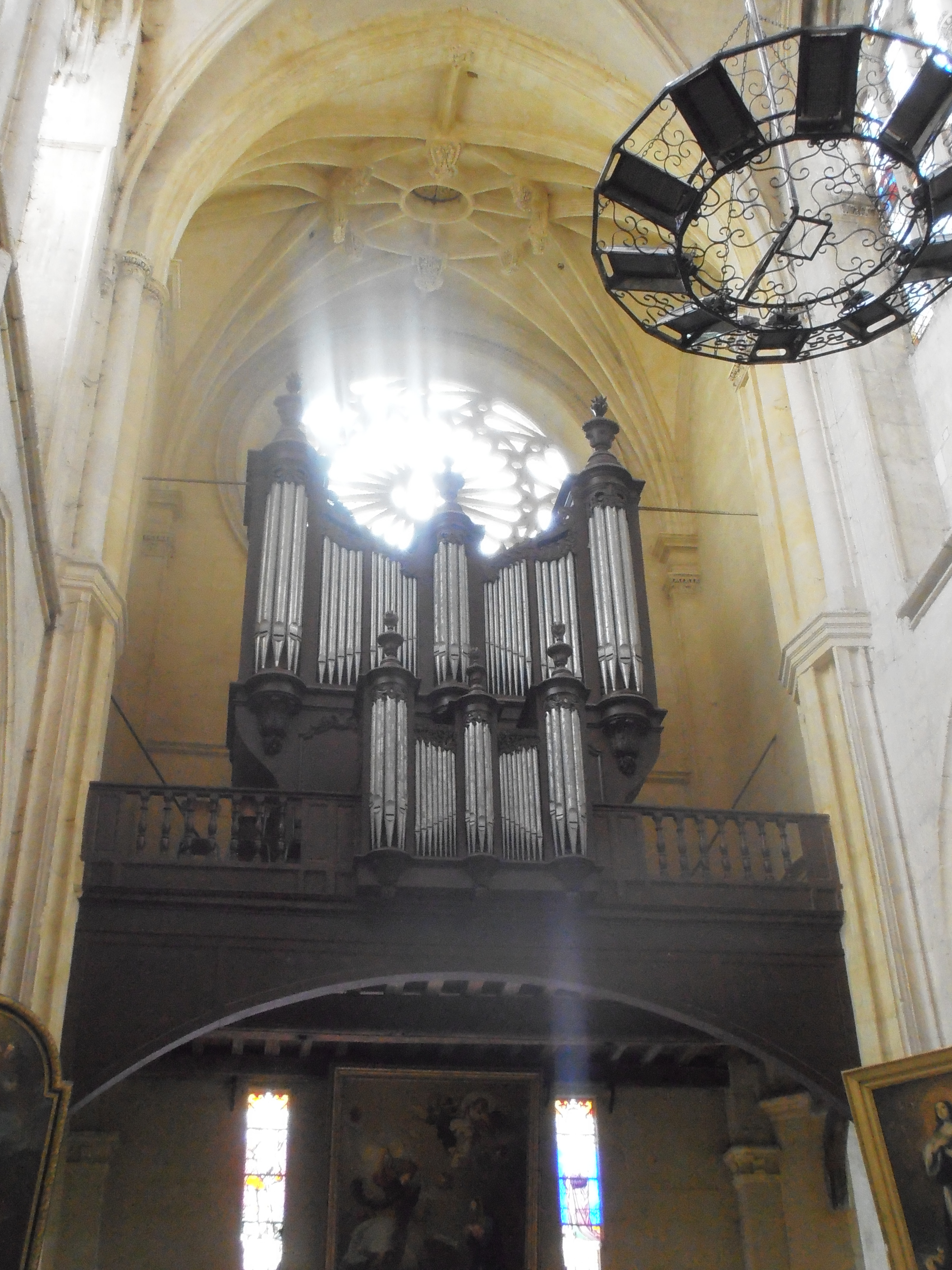
Villeneuve-sur-Yonne, église N.D.de l'Assomption, Marcellin Tribuot

### Sources
1. Norbert Dufourcq, Le Livre de l'orgue français, tome III, la Facture, 2e partie, Picard,  (ISBN 2-7084-0031-2)
2. Marina Tchebourkina. L’Orgue de la Chapelle royale de Versailles, Trois siècles d’histoire. — Paris : Natives, 2010. — 256 p.  (ISBN 978-2-911662-09-6).

### Discographie
- Gaspard Corrette. Messe du 8e ton pour l'orgue à l'usage des dames religieuses, par Yves-G. Préfontaine à l'orgue historique Julien Tribuot (1699) en l’église St-Martin de Seurre, avec les Chantres du Roy, ATMA classique, CD : ACD22345, 2004.
- Titelouze. Les 12 Hymnes de l'Église pour toucher l'orgue, avec les fugues et recherches sur leur plaint chant, par Yves-G. Préfontaine à l'orgue historique Julien Tribuot (1699) en l’église St-Martin de Seurre, avec les Chantres du Roy, ATMA classique, 2 CD : ACD22558, 2008.
- Du Roy-Soleil à la Révolution, l’orgue de la Chapelle royale de Versailles. Marina Tchebourkina aux Grandes Orgues de la Chapelle royale du château de Versailles. — Paris : Natives, 2004.  (EAN 3760075340032)
- Louis Claude Daquin, l’œuvre intégrale pour orgue. Marina Tchebourkina aux Grandes Orgues de la Chapelle royale du château de Versailles. — Paris : Natives, 2004.  (EAN 3760075340049)
- Louis Marchand, l’œuvre intégrale pour orgue. Marina Tchebourkina aux Grandes Orgues de la Chapelle royale du château de Versailles. CD I–II. — Paris : Natives, 2005.  (EAN 3760075340056)
- François Couperin, l’œuvre intégrale pour orgue. Marina Tchebourkina aux Grandes Orgues de la Chapelle royale du château de Versailles. CD I–II. — Paris : Natives, 2005.  (EAN 3760075340063)